# Río Mira (Colombia-Ecuador)
El Mira es un río ubicado al noroeste de Ecuador y al suroeste de Colombia. Su fuente se ubica en el cerro Mirador, a alrededor de 3.500 metros de altura, en la cordillera oriental de los Andes, en territorio del cantón San Pedro de Huaca, provincia de Carchi. Nace como río Mirador, luego toma el nombre de Minas, para pasar luego a llamarse Apaquí (es el crujiente río que taladra la montaña y da forma a la Gruta de la Paz), el cual al unirse con el río Córdova -en el sector de Monte Olivo- pasa a denominarse río Chota, y finalmente al recibir las aguas del Río Blanco en el sector de San Juan de Lachas, toma su nombre definitivo: río Mira. Este río sirve de límite natural entre las provincias de Carchi e Imbabura, luego entre Carchi y Esmeraldas, hasta finalmente unirse al río San Juan e introducirse en la República de Colombia por un total de 328 km (tomando en cuenta los más de 100 km río arriba, antes de la confluencia con el río Blanco), para finalmente desembocar en el cabo Manglares, cerca de la bahía de Tumaco.
La cuenca del río Mira cubre el área ubicada entre las provincias de Imbabura, Carchi y Esmeraldas, en Ecuador, y el departamento de Nariño, en Colombia. El régimen hidrográfico del cuerpo depende de la gradiente de su lecho y del caudal que el río recibe a lo largo de su curso por medio de afluentes. Este caudal es variable y depende de la temporada anual de precipitación pluvial, por lo cual el Mira crece más entre julio y agosto.
Debido a la diferencia de altitud entre el nacimiento y la desembocadura, el río abarca diferentes pisos térmicos y ecológicos: la zona baja, de playas; la zona intermedia de planicies semionduladas y la zona alta o de páramos.